# Polytoca
Polytoca is een geslacht uit de grassenfamilie (Poaceae). De soorten van dit geslacht komen voor in delen van Azië.

## Soorten
Van het geslacht zijn de volgende soorten bekend: 
- Polytoca barbata
- Polytoca bracteata
- Polytoca cookei
- Polytoca cyathopoda
- Polytoca digitata
- Polytoca heteroclita
- Polytoca javanica
- Polytoca macrophylla
- Polytoca massii
- Polytoca punctata
- Polytoca sclerachne
- Polytoca semiteres
- Polytoca wallichiana